# Heilig-Kreuz-Kirche (Stadtroda)

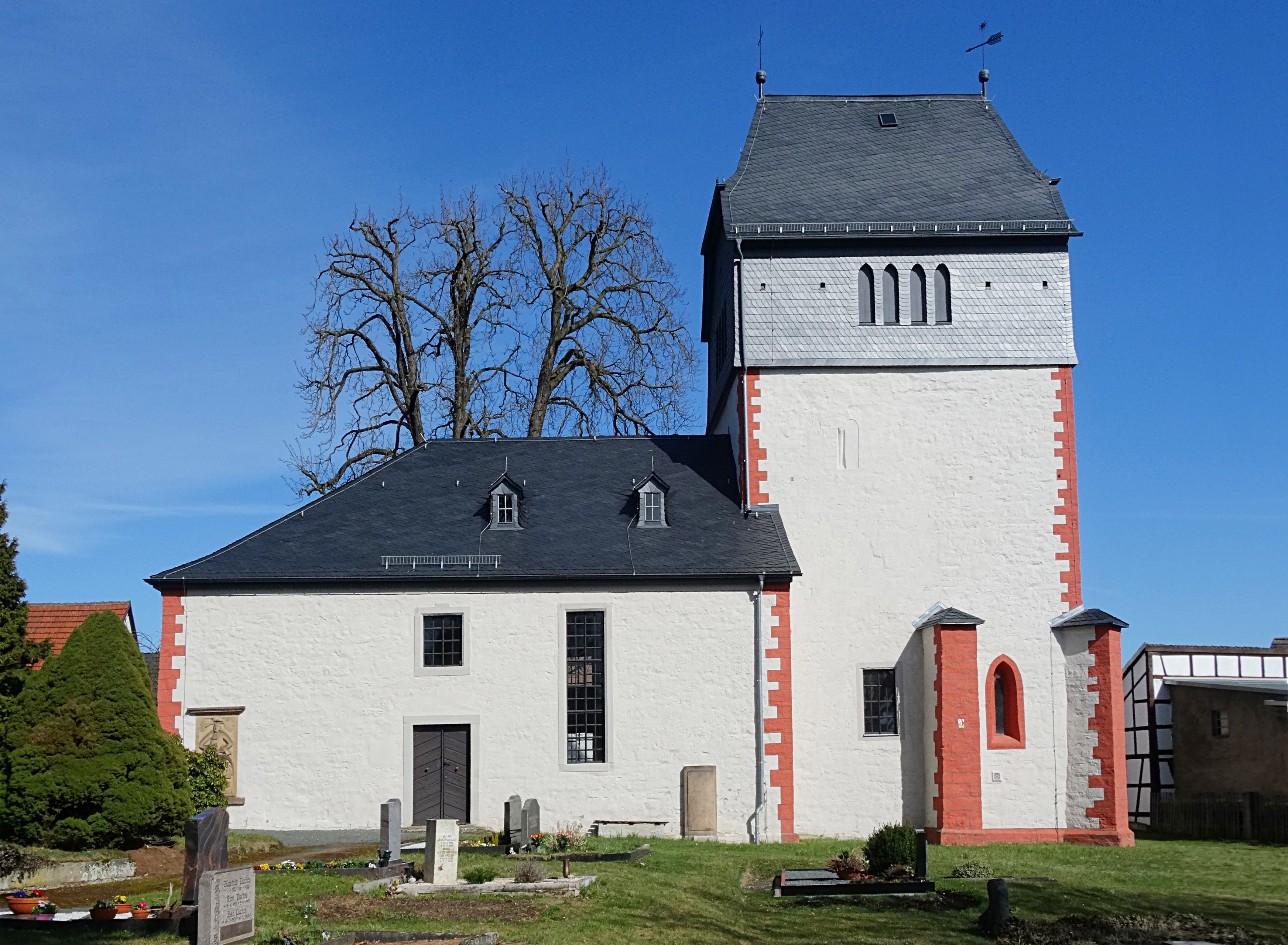
Heilig-Kreuz-Kirche

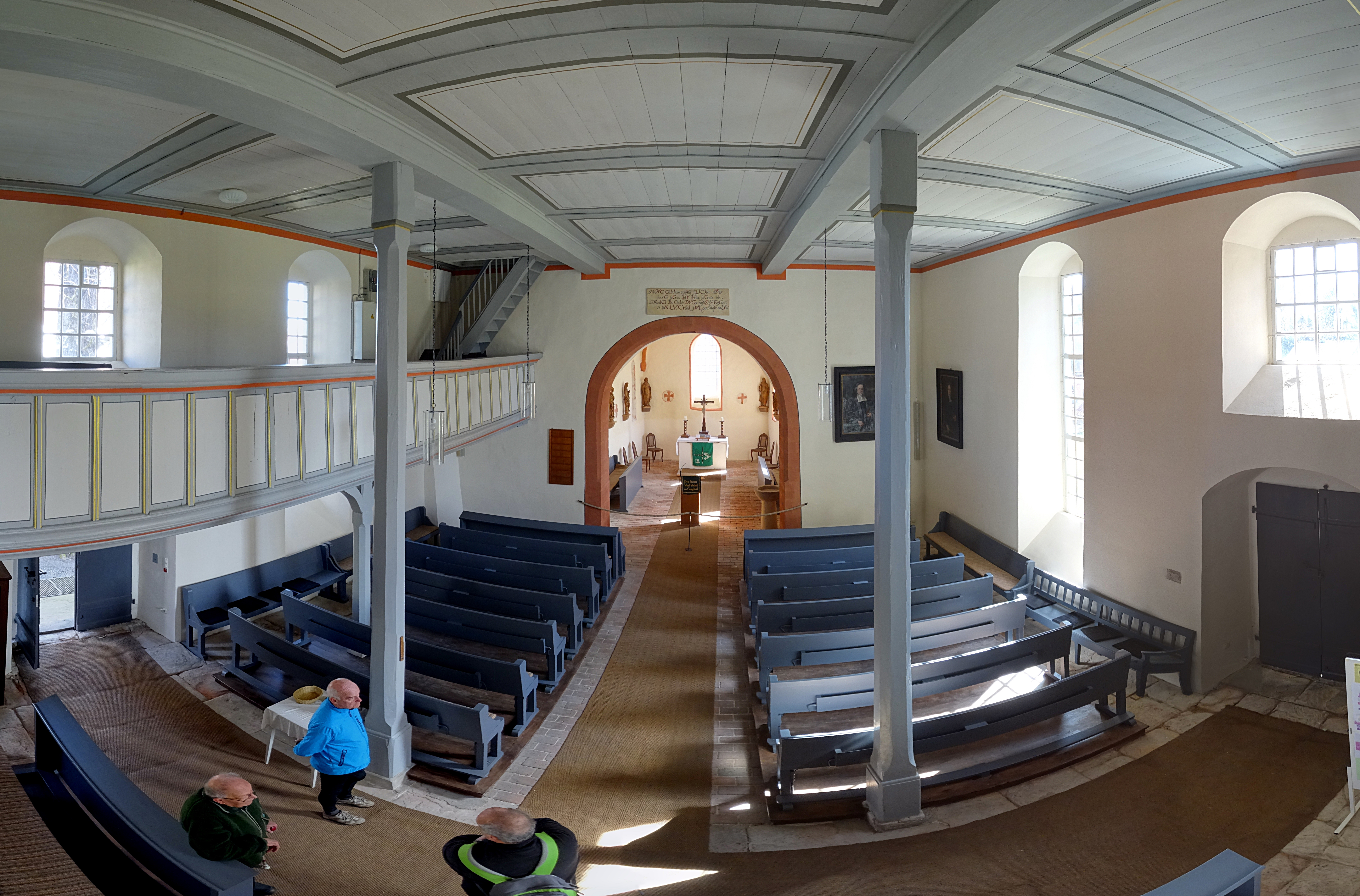
Innenraum-Panorama

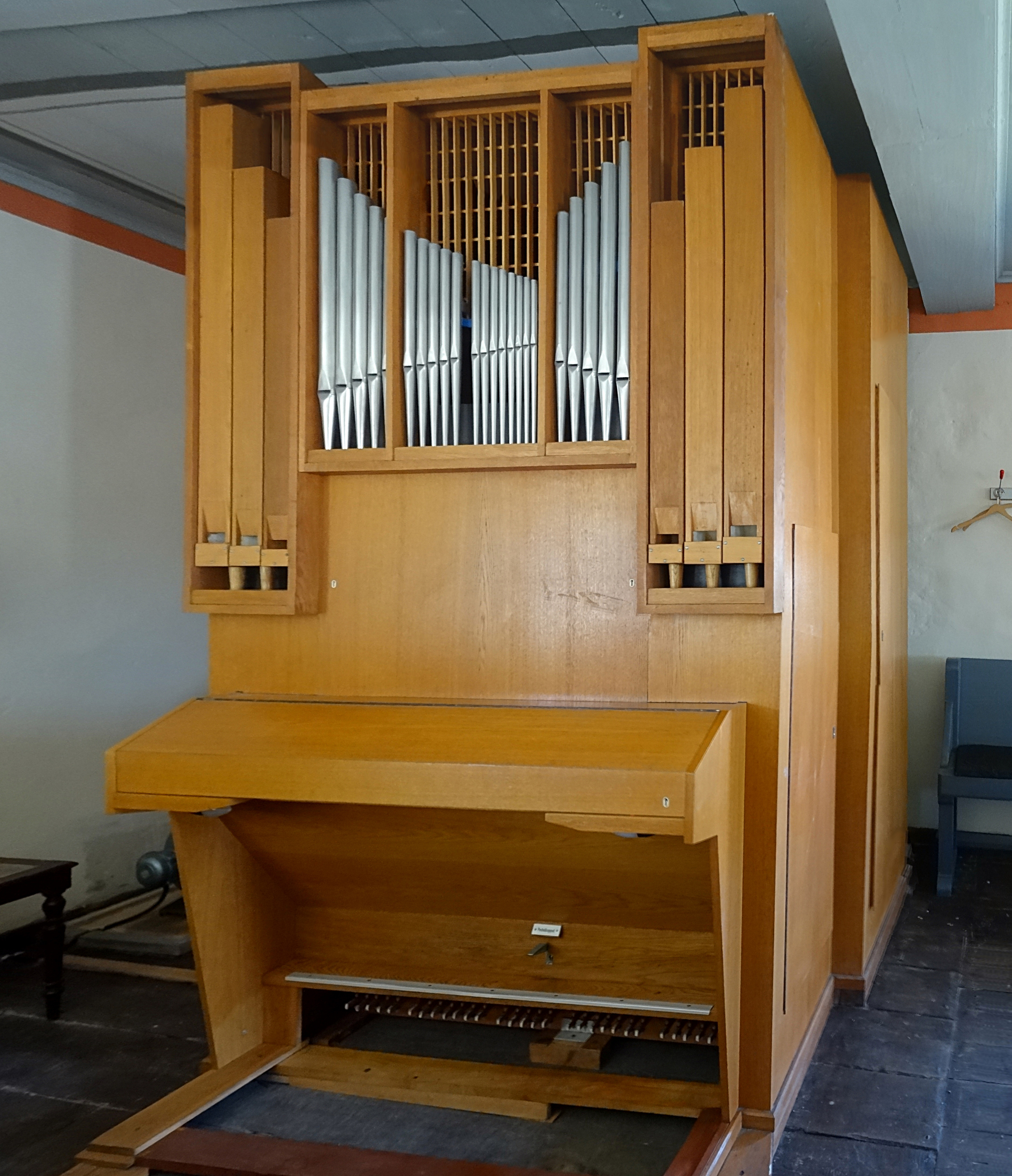
Die Orgel

Die evangelisch-lutherische Heilig-Kreuz-Kirche ist ein denkmalgeschütztes Kirchengebäude in Stadtroda im Saale-Holzland-Kreis (Thüringen). Die Kirche ist das älteste Gebäude in der Stadt. Die Gemeinde gehört zum Kirchenkreis Eisenberg in der Evangelischen Kirche in Mitteldeutschland. Das Gebäude war ursprünglich die Pfarrkirche von Stadtroda, verlor aber nach der Reformation und dem Bau der Salvatorkirche seine Bedeutung. Die Heilig-Kreuz-Kirche wird als Friedhofskirche genutzt. Im Sommer werden musikalische Vespern mit dem Namen KreuzKirchenMusik und auch andere Konzerte aufgeführt.

## Geschichte und Architektur
Über die erste Kirche, ein Gebäude aus Holz, gibt es fast keine Überlieferungen. Sie wurde vermutlich um die Zeit der Kolonialisierung des ehemals slawischen Gebietes gegründet. Über dem schlichten Hauptportal der heutigen Kirche ist die Jahreszahl 1014 zu sehen. Der älteste noch erhaltene Gebäudeteil der Kirche ist der romanische Chorturm aus der zweiten Hälfte des 12. Jahrhunderts östlich des Schiffs. Er hat drei Geschosse und ist fast doppelt so lang wie breit. Der Altarraum im unteren Turmgeschoss ist mit einem spätgotischen Kreuzrippengewölbe von zwei Jochen. gedeckt. Die Rippen ruhen auf steinernen Tier- und Menschenköpfen. Die Schlusssteine zeigen ein Lamm und einen Christuskopf. Bei der Renovierung im Jahr 1959 wurden Malereien aufgedeckt; sie zeigen an den Wänden alte Weihekreuze und im Gewölbe ornamentale Pflanzenmalereien. Der Altarraum wird vom Schiff durch einen romanischen Triumphbogen ohne Kämpfer getrennt. Das Schiff wurde nach einer Bezeichnung im Triumphbogen um 1681 gebaut. Die flache Decke des einfachen rechteckigen Raumes wird von zwei schlanken Holzpfeilern gestützt, was diese Kirche zu einer Hallenkirche macht. Die Fenster haben nach innen Segmentbögen, sind aber nach außen hin rechteckig. Jede der drei Außenwände hat in der Mitte eine schlichte Tür. An der West- und der Nordseite befinden sich Emporen, die von Bügenpfeilern gestützt werden, ohne Verbindung zu den Deckenpfeilern. Bei der Renovierung von 1826 bis 1827 wurde der Chorturm um zwei Geschosse in Backstein erhöht. Der mit Stützpfeilern versehene Chorturm ist stark eingezogen, seine Wände sind durch Fenster aus unterschiedlichen Epochen gegliedert.

## Renovierungen in jüngerer Vergangenheit
Eine letzte umfangreiche Renovierung zu DDR-Zeiten wurde 1963 vorgenommen. Später bekam der Turm durch starke Rissbildung statische Probleme, die behoben werden mussten, wegen des undichten Daches drohten Feuchtigkeitsschäden. Mit Hilfe der Städtebauförderung, dem Förderkreis und mit Mitteln der Stadt wurde 2012 das Gebäude neu angestrichen und mit einem neuen Dach gedeckt. Seit 2013 wurden die Fenster und Türen, die Farbgestaltung des Innenraumes und die Restaurierung des Chorraumes in Angriff genommen.

## Ausstattung

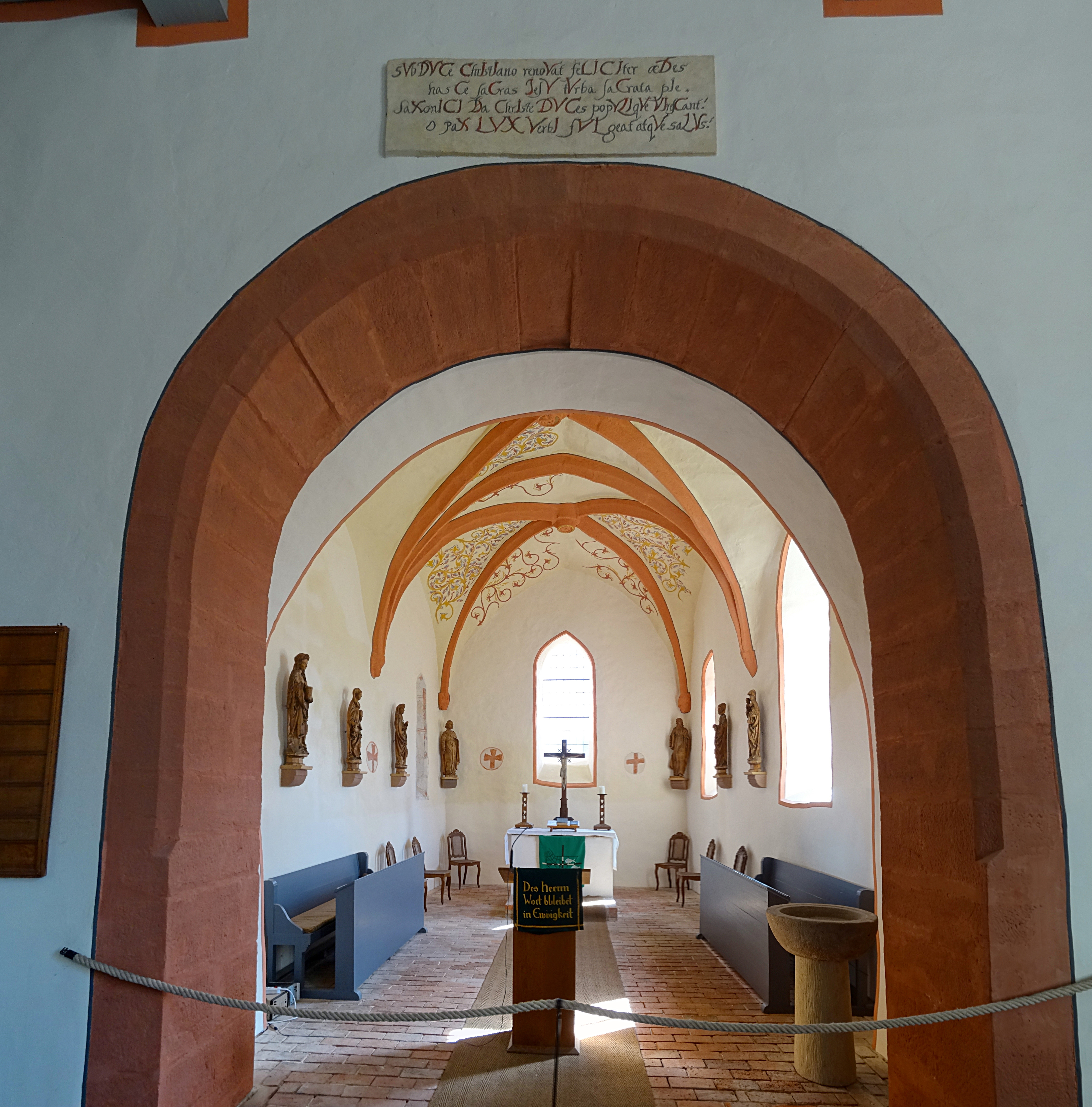
Chor mit Heiligenfiguren

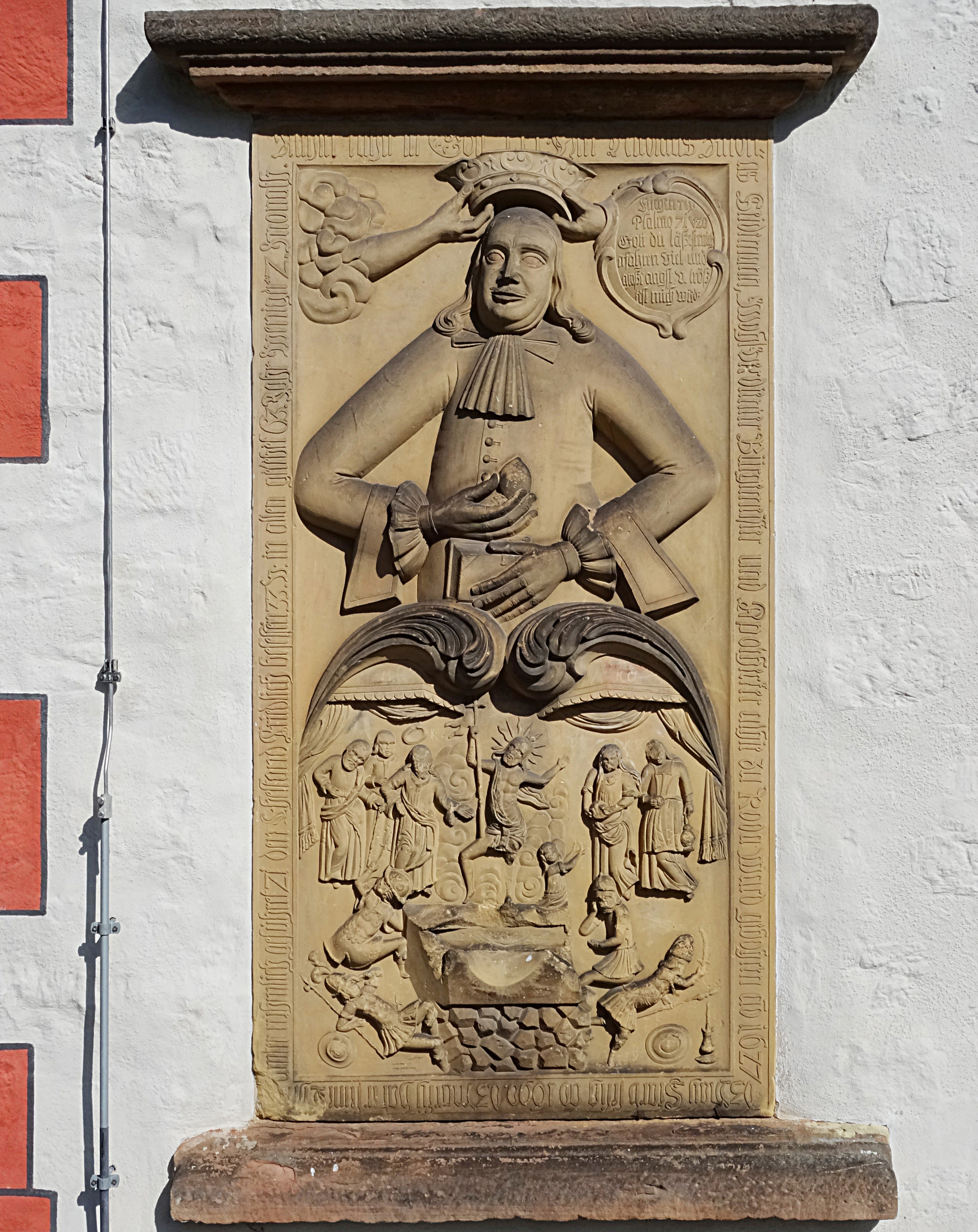
Grabplatte für Nicolaus Andreas Seidemann

- Im Altarraum stehen fünf geschnitzte Figuren. Die der Apostel Petrus und Paulus stammen aus der Renaissancezeit, die der fünf weiblichen Heiligen aus der Spätgotik. Sie wurden bis zum ersten Drittel des zwanzigsten Jahrhunderts auf dem Dachboden gelagert und fanden dann vorübergehend in der Stadtkirche ihren Platz. Von den weiblichen Heiligen sind nur noch die Elisabeth mit den Attributen Krug und Brote, die Anna selbdritt sowie die Maria Magdalena mit einer Salbbüchse zu identifizieren. Bei den anderen Figuren sind die Attribute verloren gegangen. Alle Figuren zeigen geringe Spuren ehemaliger Fassung. Die Gesichter sind charakteristisch und die Gewänder zeigen einen guten Faltenwurf.[11]
- Bis 1977 gab es nachweislich keine Orgel in der Kirche, dann wurde durch eine Stiftung eines Gemeindemitgliedes der Bau einer kleinen, aber klangschönen Orgel ermöglicht. Das Instrument wurde durch Orgelbau Schönefeld aus Stadtilm auf der Westempore aufgestellt.[11]
- Im Außenbereich befindet sich an der Südseite eine Grabplatte mit Reliefdarstellungen, sie wurde für Nicolaus Andreas Seidemann, der 1690 verstarb, angefertigt. Die Reliefs zeigen ein Porträt des Verstorbenen und die Auferstehung Christi.[8]
- Der neue Taufstein wurde 1959 aufgestellt.[12]
- Seit 2011 ist der Turm wieder mit dem Kreuz, zwei Turmkugeln und einer Fahne bekrönt. Kreuz und Fahne wurden aufgearbeitet, die Kugeln wurden neu angefertigt. Das Kupferblech im Fußbereich wurde mit einer Manschette aus Blei abgedichtet. In dem alten Turmknopf wurde eine Glasflasche mit Dokumenten aus der Zeit von 1982 gefunden. Hier waren die Namen der Mitglieder der Kirchenbrigade veröffentlicht, die den Giebel und die Südseite des Turmes neu eindeckte.[13]